# Rudolf von Siebold
Rudolf von Siebold (* 1813 in Würzburg; † 1873 in Würzburg) war ein deutscher Bezirksarzt.

## Leben
Rudolf von Siebold wurde als Sohn des Johann Barthel (Bartholomäus) von Siebold (* 3. Februar 1774 in Würzburg; † 28. Januar 1814 in Würzburg) und der Margarethe von Siebold geb. Schmitt (* 1779; † 1849) geboren. Sein älterer Bruder Gottfried von Siebold (* 1802; † 1866) studierte zwar in Würzburg und Göttingen Medizin, konnte aber an den Ruhm des Vaters nicht anknüpfen.
Beim Tod des Vaters noch im Säuglingsalter, wuchs auch er in Würzburg auf. Er studierte an der Julius-Maximilians-Universität Würzburg Medizin und wurde im Jahre 1833, wie sein bekannter Vetter Philipp Franz von Siebold, beim Corps Moenania recepiert.
Nach dem Staatsexamen und der Promotion in 1837 ließ er sich als praktischer Arzt in Uffenheim nieder. Später ließ er sich in Ippesheim nieder. Von 1861 bis 1872 bekleidete er das Amt des königlich bayerischen Kreisphysikus. Wie seinem Bruder blieb ihm ein größerer wissenschaftlicher Ruhm versagt.
Er starb 1873 und wurde auf dem Würzburger Hauptfriedhof in der „Mainländergruft“ des Corps Moenania beigesetzt.